# NGC 325
NGC 325 é uma galáxia espiral (Sc) localizada na direcção da constelação de Cetus. Possui uma declinação de -05° 06' 45" e uma ascensão recta de 0 horas, 57 minutos e 47,9 segundos.
A galáxia NGC 325 foi descoberta em 27 de Setembro de 1864 por Albert Marth.